# Halichoeres cyanocephalus
Halichoeres cyanocephalus är en fiskart som först beskrevs av Bloch, 1791.  Halichoeres cyanocephalus ingår i släktet Halichoeres och familjen läppfiskar. IUCN kategoriserar arten globalt som livskraftig. Inga underarter finns listade i Catalogue of Life.